# Destruction Derby 2
Destruction Derby 2 – druga część wyścigowych gier komputerowych z serii Destruction Derby. Została wyprodukowana przez Reflections Interactive, a wydana przez Psygnosis 25 marca 1996 roku na PC oraz konsolę PlayStation. W Polsce gra została wydana 21 lutego 1997 roku przez CD Projekt. Głównym celem gry jest destrukcja pojazdów przeciwnika.

## Rozgrywka
- Siedem trudnych tras[2].
- Cztery stadiony zniszczenia z możliwością rozbijania samochodów[2].
- Możliwość naprawienia samochodu w boksie[2].
- W grze wykorzystano zaawansowany system zniszczeń[2].
- Symulacja uszkodzeń zawieszenia samochodu[2].
- Możliwości oglądania powtórek wyczynów[2].
- Trójwymiarowy silnik graficzny[2].

### Ścieżka dźwiękowa
W grze wykorzystano utwory muzyczne trash metalowych zespołów Jug oraz Tuscan.
- Jug – „Slapshot”
- Jug – „Rejected”
- Jug – „Dead Happy”
- Jug – „Footsteps”
- Jug – „Little Pig”
- Jug – „Better”
- Jug – „Pushed Away”
- Tuscan – „Telekenesis”
- Tuscan – „Pinnacle”
- Jug – How Do You Know
- Jug – „Soundcheck”
- Jug – „Joyrider”
- Jug – „Direction”
- Jug – „Jade”
- Jug – „Breed”
- Tuscan – „Sun Dive”
- Jug – „Burn Out”
- Jug – „Crawl”

## Odbiór gry
- Gry Komputerowe - 90%[potrzebny przypis]
- Secret Service - 80%[potrzebny przypis]
- Świat Gier Komputerowych - 9/10[potrzebny przypis]
- Cinescape Online – 89 / 100[3]
- GameRankings – 78,11 / 100[3]
- Electric Playground – 9 / 10[3]
- Electronic Gaming Monthly – 8,7 / 10[3]
- Absolute PlayStation – 8 / 10[3]
- IGN – 7,2 / 10[3]
- GameSpot – 7 / 10[3]
- Gamecenter – 4 / 5[3]
- Game Power – 2 / 4[3]
- Game Revolution – B+[3]